# WikiTrust
WikiTrust ist eine quelloffene Software für Wikis, die mit der Verwaltungssoftware MediaWiki erstellt wurden. Erklärtes Ziel ist es, Hilfestellung zur Ermittlung der Glaubwürdigkeit von Inhalten, anhand der vermuteten Verlässlichkeit von Autoren zu leisten. Dies erfolgt auf Basis eines Algorithmus. Die als verlässlich angesehenen Inhalte – im Sinne eines Konsenses unter den Artikelautoren – stellt WikiTrust normal dar, als fragwürdig angesehene, dazu zählen auch neue Bearbeitungen, werden farbig hinterlegt.
Die Software kann für die unterstützten Wikipedia-Versionen (siehe Verbreitung) entweder als Plug-in in Firefox oder über eine API in jeder beliebigen Website eingebunden werden. Zudem kann sie als Plug-in direkt in jedem MediaWiki installiert werden. Sie ermöglicht den Nutzern, Informationen über den jeweiligen Autor einzelner Inhalte einer Wiki-Seite zu erhalten.

## Projekt
WikiTrust ist ein Projekt, das seit 2007 von der University of California, Santa Cruz betrieben wurde und das von der Wikimedia Foundation gefördert worden war. Das Projekt wurde auf der Wikimania 2009 besprochen und gehörte zu einer Reihe von Qualitäts-Werkzeugen für die Bewertung von Wikipedia-Inhalten, welche die Wikimedia Foundation in Erwägung gezogen hatte. Die Hauptautoren der Software sind Luca de Alfaro, Ian Pye, und Bo Adler. Die Idee stammt vom außerordentlichen Professor Luca de Alfaro und wurde erstmals auf der Wikimania 2007 in Taipei vorgestellt. Alfaro wollte damit einen Anreiz zur Ergänzung produktiver Inhalte schaffen, nachdem er in seinem eigenen Wiki mit Vandalismus konfrontiert worden war.
Das Projekt wurde 2013 „unwiderruflich“ außer Betrieb genommen.

## Funktionsweise von Wikitrust

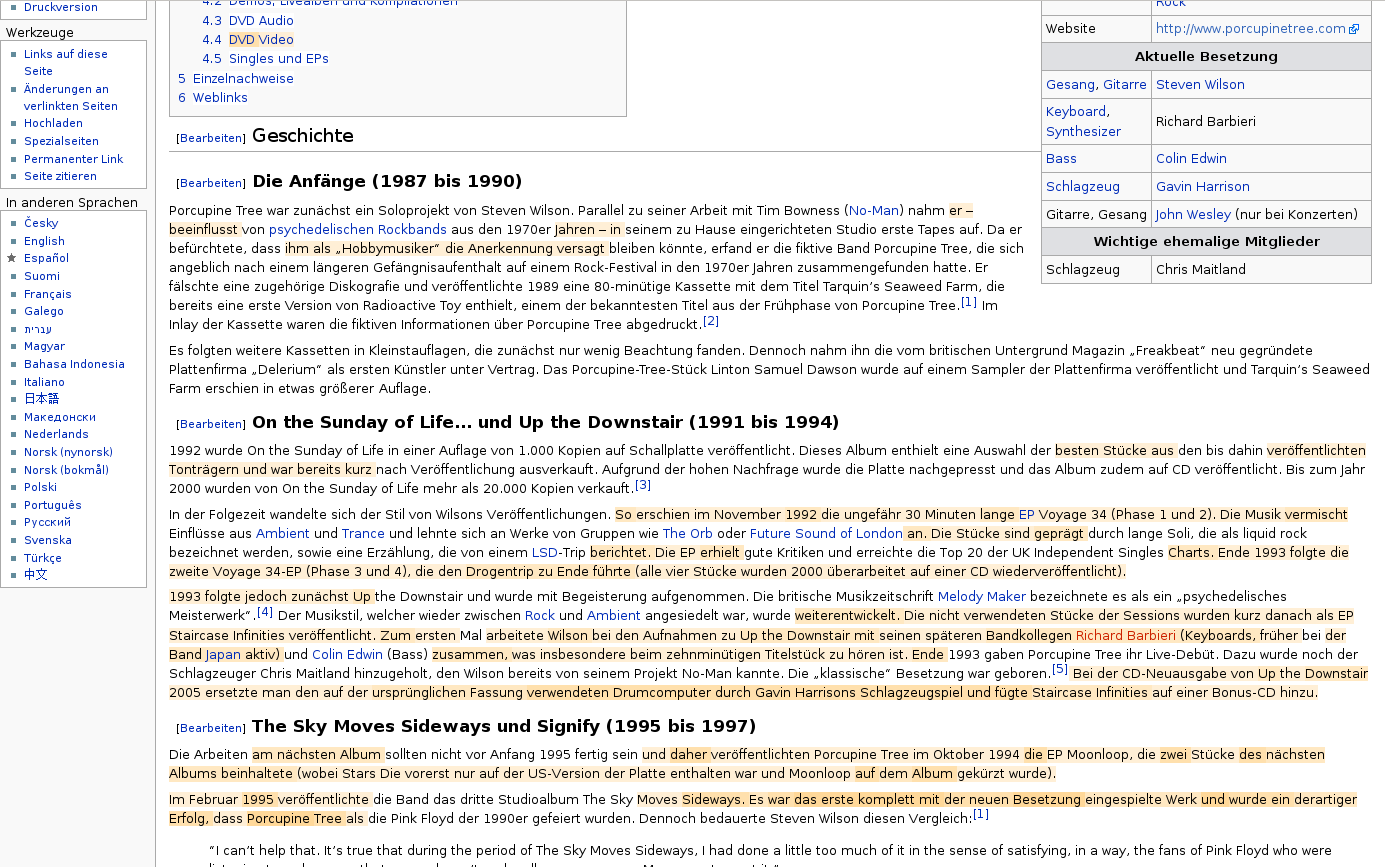
Screenshot des Artikels Porcupine Tree mit aktiviertem WikiTrust vom 25. Dez. 2009 um 04:06 Uhr

Inhalte, die gemäß einer Analyse der Versionsgeschichte eines Artikels als stabil gelten, werden unverändert dargestellt, während Inhalte, die als instabil gelten, in verschiedenen Schattierungen von gelb bis orange markiert werden. „Dahinter steckt der Gedanke, dass gute Gedanken eine längere Lebensdauer in Wikipedia haben, bevor sie von anderen Nutzern verbessert oder gar gelöscht werden.“
WikiTrust ermittelt für jedes Wort drei Informationen:
- Den Autor des Wortes.
- Die Bearbeitung, mit der das Wort, und der unmittelbar umgebende Text, eingefügt wurde. Diese kann durch Anklicken des Wortes direkt abgerufen werden.
- Die Vertrauenswürdigkeit des Wortes, welche durch eine abgestufte Hintergrundfärbung des Wortes dokumentiert wird, von orange für „nicht vertrauenswürdigen“ Text bis weiß für „vertrauenswürdigen“ Text.

Die Vertrauenswürdigkeit eines Wortes wird danach berechnet, wie oft das Wort und der umgebende Text von solchen Autoren überarbeitet wurden, die nach Auffassung von WikiTrust eine hohe Verlässlichkeit haben. Zur Quantifizierung des Ansehens eines einzelnen Autoren verwendet WikiTrust Algorithmen, die ermitteln, wie häufig dessen Beiträge von anderen Autoren verändert wurden.
Das umfangreiche Regelwerk von WikiTrust wurde als Schwachstelle kritisiert, da es offen für Manipulationen sei und neue Autoren zwangsläufig benachteilige.
Um Autoren nicht zu demotivieren, wird die ermittelte Vertrauenswürdigkeit für einzelne Autoren nicht gesondert ausgewiesen.

### Konsensorientierte Beurteilung von Artikelinhalten
WikiTrust beurteilt nicht den Wahrheitsgehalt eines Textes, sondern, wie nah er am Konsens der meisten Schreiber ist. Stabiler Text wird nicht unbedingt als richtigerer Text gesehen, sondern es wird vermutet, dass er näher am Konsens über ein Thema ist. „Wenn 20 Leute, die an einem Artikel arbeiten, alle voreingenommen sind, wird WikiTrust es nicht erkennen.“
Kritiker weisen darauf hin, dass die Software nicht die tatsächliche Vertrauenswürdigkeit messen könne und Benutzer deshalb den Ergebnissen daher nicht blind vertrauen dürfen. Jedoch erleichtert WikiTrust die Identifizierung von Vandalismus.

### Verbreitung
WikiTrust analysiert Artikel auf der englischen, französischen, deutschen, niederländischen und polnischen Wikipedia. Der Dienst für die italienischen Wikipedia wurde aus rechtlichen Gründen eingestellt. WikiTrust wird von einigen Autoren als Applikation betrachtet, welche erstmals soziale Transparenz in sozialer Software ermöglicht. WikiTrust war ein Teil der International Competition on Wikipedia Vandalism Detection vom 22. bis 23. September 2010 in Padua.

### Firefox-Erweiterung
Eine Vorversion der aktuellen WikiTrust-Firefox-Erweiterung wurde von Softonic mit 9 Punkten als sehr gut bewertet.